# En la trampa
En la trampa és una pel·lícula mexicana dirigida per Raúl Araiza i protagonitzada per José Alonso, Blanca Guerra, Carmen Montejo, Gloria Marín, Raúl Ramírez, Fernando Luján i Víctor Junco de 1979.

## Sinopsi
Óscar és un jove aficionat a les carreres d'actuacions que coneix a Isabel, qui s'embarassa d'ell després de tenir relacions. Després d'això, decideixen casar-se però viuen amb les seves respectives mares. Isabel abandona el seu ús, però recomana a Óscar com a venedor en aquella empresa, la qual cosa li permet a ell mantenir a la seva família i comprar una casa a crèdit. Transcorre el temps mentre les sogres discuteixen entre elles, i la relació entre Óscar i Isabel es deteriora; ell descobreix que la seva esposa va ser amant del seu cap. Quan decideix anar-se de la seva llar, el seu fill després d'haver crescut aconsegueix convèncer-lo de quedar-se.

## Repartiment
- José Alonso - Oscar Cardenas
- Blanca Guerra - Isabel Salas
- Carmen Montejo - Laura
- Gloria Marín - Remedios
- Raúl Ramírez - Carlos Ortega
- Fernando Luján - Alejandro
- Víctor Junco - Don Fernando Marquez
- Rosita Bouchot
- Sergio Jiménez
- Enrique Ontiveros
- Justo Martínez
- Roxana Chávez
- Manuel Guízar
- Alma Delfina
- Laura Alfaro

## Premis
Als XXI edició dels Premis Ariel José Alonso va rebre premi Ariel al millor actor